# Émile Chauvin
Émile Chauvin est un homme politique français né le 27 août 1870 à Provins (Seine-et-Marne) et mort le 21 décembre 1933 en son domicile dans le 16e arrondissement de Paris.

## Biographie
Licencié es lettres, licencié en mathématiques, docteur en droit, il est avocat et enseigne comme maitre de conférences à la faculté de droit de Paris. Il est révoqué en mars 1897 pour avoir affiché ses convictions socialistes. Mais cette même année, il est reçu premier à l'agrégation de sciences économiques, et est nommé à Montpellier. Conseiller général du canton de Nangis, il est député de Seine-et-Marne de 1898 à 1909, inscrit au groupe radical-socialiste. Il démissionne en décembre 1909 et reprend ses cours à l'école de droit d'Alger, puis revient à Montpellier de 1915 à 1917.

## Sources
- « Émile Chauvin », dans le Dictionnaire des parlementaires français (1889-1940), sous la direction de Jean Jolly, PUF, 1960 [détail de l’édition]